# Dương Hùng (chính khách)
Dương Hùng (tiếng Trung: 杨雄; sinh tháng 11 năm 1953) là Thạc sĩ kinh tế học, chính khách nước Cộng hòa Nhân dân Trung Hoa. Ông từng giữ chức vụ Phó Bí thư Thành ủy Thượng Hải, Thị trưởng Chính phủ nhân dân thành phố Thượng Hải từ năm 2012 đến năm 2017. Trước đó, ông là Chủ tịch Hội đồng quản trị Công ty Hàng không Thượng Hải và đảm nhiệm chức vụ Phó Thị trưởng thành phố Thượng Hải từ năm 2003.
Ông Dương Hùng chưa từng là Ủy viên dự khuyết Trung ương Đảng hay Ủy viên Ban Chấp hành Trung ương Đảng Cộng sản Trung Quốc nhưng lại được giao giữ chức Thị trưởng thành phố Thượng Hải.

## Tiểu sử
Dương Hùng sinh tháng 11 năm 1953 tại Nam Hối, tỉnh Giang Tô nay thuộc Phố Đông, thành phố Thượng Hải, nguyên quán của ông ở Hàng Châu, tỉnh Chiết Giang. Tháng 11 năm 1969, ông tham gia công tác. Tháng 6 năm 1985, Dương Hùng gia nhập Đảng Cộng sản Trung Quốc.
Tháng 7 năm 1985, ông tốt nghiệp Viện Nghiên cứu sinh, Viện Khoa học xã hội Trung Quốc. Ông từng đảm nhiệm chức vụ Trưởng phòng đầu tư kế hoạch kiêm Trợ lý Chủ nhiệm Ủy ban kế hoạch thành phố Thượng Hải; Phó Chủ nhiệm Ủy ban kế hoạch thành phố Thượng Hải, Tổng Giám đốc Công ty hữu hạn đầu tư Liên Hòa Thượng Hải, Chủ tịch Hội đồng quản trị Công ty hữu hạn cổ phần đầu tư thông tin Thượng Hải, Chủ tịch Hội đồng quản trị Công ty hàng không Thượng Hải, Chủ tịch Ban kiểm soát Công ty hữu hạn cổ phần Hàng không Thượng Hải.
Tháng 2 năm 2001, Dương Hùng được điều chuyển đến chính quyền thành phố Thượng Hải làm Phó Tổng Thư ký Chính phủ nhân dân thành phố Thượng Hải. Tháng 2 năm 2003, ông được bổ nhiệm giữ chức Phó Thị trưởng Chính phủ nhân dân thành phố Thượng Hải. Tháng 5 năm 2007, ông được bổ nhiệm làm Ủy viên Ban Thường vụ Thành ủy Thượng Hải, Phó Thị trưởng thành phố Thượng Hải; từ tháng 1 năm 2008, ông giữ chức Ủy viên Ban Thường vụ Thành ủy, Phó Thị trưởng Thường trực thành phố Thượng Hải.
Ngày 20 tháng 12 năm 2012, Dương Hùng được bổ nhiệm làm Phó Bí thư Thành ủy Thượng Hải. Ngày 26 tháng 12 năm 2012, tại phiên họp thứ 38 của Ủy ban Thường vụ Đại hội đại biểu nhân dân thành phố Thượng Hải khóa 13, Dương Hùng được bổ nhiệm làm quyền Thị trưởng Chính phủ nhân dân thành phố Thượng Hải, thay cho ông Hàn Chính, người đã được Trung ương Đảng Cộng sản Trung Quốc bổ nhiệm làm Bí thư Thành ủy Thượng Hải. Ngày 1 tháng 2 năm 2013, ông chính thức được bầu giữ chức vụ Thị trưởng thành phố Thượng Hải.
Ngày 17 tháng 1 năm 2017, tại Hội nghị lần thứ 5 Đại biểu đại biểu Nhân dân khóa 14 thành phố Thượng Hải đã phê chuẩn việc xin từ chức Thị trưởng thành phố Thượng Hải đối với ông Dương Hùng. Ngày 20 tháng 1 năm 2017, Phó Thị trưởng kiêm Phó Bí thư Thành ủy Thượng Hải Ứng Dũng đã được bổ nhiệm thay thế ông Dương Hùng làm Thị trưởng Thượng Hải.
Ngày 24 tháng 2 năm 2017, tại Hội nghị lần thứ 26 của Ủy ban Thường vụ Đại hội Đại biểu Nhân dân Toàn quốc Trung Quốc khóa 12, Dương Hùng được bổ nhiệm làm Phó Chủ nhiệm Ủy ban kinh tế tài chính Nhân dân toàn quốc Trung Quốc (Quốc hội).